# اسماعیل‌چات
اسماعیل‌چات، روستایی در دهستان اسماعیل‌چات بخش مرکزی شهرستان زرآباد در استان سیستان و بلوچستان ایران است. این روستا، مرکز دهستان اسماعیل‌چات است.

## جمعیت
بر پایه سرشماری عمومی نفوس و مسکن در سال ۱۳۹۵، جمعیت این روستا برابر با ۸۳۱ نفر (۱۸۹ خانوار) بوده‌است.